# Canton de Carignan
Pour les articles homonymes, voir Carignan.
Le canton de Carignan est une circonscription électorale française située dans le département des Ardennes et la région Grand Est.
À la suite du redécoupage cantonal de 2014, les limites territoriales du canton sont remaniées. Le nombre de communes du canton passe de 26 à 40.

## Histoire
Pendant la Révolution, au moment de la création des départements, le duché de Carignan donna naissance à deux cantons: ceux de Carignan et de Margut mais Pouru-aux-Bois et Escombres furent rattachés au canton éphémère de Douzy et les villages de Tétaigne, Euilly et Vaux-les-Mouzon firent partie du canton de Mouzon. 
Sous le Premier Empire, le canton de Margut a été supprimé et les communes qui en relevaient ont été rattachées au canton de Carignan lequel comprend aussi Moiry et Pure qui appartenaient à  la prévôté de Montmédy avant la Révolution.
Par décret du 21 février 2014, le nombre de cantons du département est divisé par deux, avec mise en application aux élections départementales de mars 2015. Le canton de Carignan est conservé et s'agrandit. Il passe de 26 à 40 communes.

## Géographie
Ce canton est organisé autour de Carignan dans l'arrondissement de Sedan. Son altitude moyenne est de 196 m.

## Représentation

### Conseillers généraux avant 2015
| Période       | Période           | Identité                       | Étiquette    | Qualité |
| ------------- | ----------------- | ------------------------------ | ------------ | --- |
| 1833          | 1834 (annulation) | Jean Joseph Henry (1792-1858)  |              | Notaire royal puis propriétaire de mines et maître de forges à Carignan                                                    |
| 1834          | 1874 (décès)      | Phocion Hablot                 |              | Notaire, conseiller d'arrondissement Maire de Carignan (1830-1870)                                                         |
| 1er mars 1874 | 1890 (décès)      | François-André Boutmy          | Républicain  | Maître de forges à Messempré Vice-président du conseil général Maire de Pure (1878-1890)                                   |
| 1891          | 1917 (décès)      | Jules Gairal                   | Républicain  | Médecin Maire de Carignan                                                                                                  |
| 1917          | 1919              | siège vacant                   |              | |
| 1919          | 1924 (décès)      | Jules Turquais                 |              | Notaire Maire de Carignan                                                                                                  |
| 1924          | 1928              | Émile-Louis Nivoix (1870-1935) | Rad.         | Vétérinaire Conseiller d'arrondissement Conseiller municipal de Carignan                                                   |
| 1928          | 1940              | Gaston Vannierre (1878-1947)   | RG           | Médecin, maire de Mogues                                                                                                   |
|               |                   |                                |              | |
| 1943          | 1944 (décès)      | Jean Colle (1886-1944)         | ?            | Marchand de grains Maire de Carignan (1940-1944) Nommé conseiller départemental en 1943                                    |
|               |                   |                                |              | |
| 1945          | 1970              | Georges Rennesson              | SFIO         | Artisan menuisier Maire de Carignan (1938-1940 et 1944-1971)                                                               |
| 1970          | 1976              | Henri Vin                      | RI           | Instituteur puis professeur de collège Maire de Margut (1959-1985) Député (1977-1978)                                      |
| 1976          | 1982              | Gaston Munaut                  | PS           | Inspecteur divisionnaire de la Police Judiciaire                                                                           |
| 1982          | 1985 (décès)      | Henri Vin                      | UDF          | Maire de Margut (1959-1985) Député (1977-1978)                                                                             |
| 1985          | 2008              | Michel Marchet                 | RPR puis UMP | Conseiller du commerce extérieur Président de la Communauté de Communes des Trois Cantons Conseiller municipal de Williers |
| 2008          | 2015              | Joseph Pluta                   | DVD          | Retraité de l'enseignement Maire de Margut                                                                                 |

### Conseillers d'arrondissement
Le canton de Carignan avait deux conseillers d'arrondissement. 
| Période | Période          | Identité                                    | Étiquette | Qualité |
| ------- | ---------------- | ------------------------------------------- | --------- | --- |
| 1833    | 1834 (démission) | Phocion Hablot                              |           | Notaire Maire de Carignan (1830-1870)                                                                       |
| 1833    | 1870             | Victor Desse (1797-1879)                    |           | Juge de paix à Carignan                                                                                     |
| 1834    | 1836             | Jean Georges Lustrubourg-Gérard (1771-1841) |           | Cultivateur à Messincourt Propriétaire à Puilly                                                             |
| 1836    | 1878 (décès)     | Pierre Samuel Edouard Friquet (1803-1878)   |           | Fabricant de tôles et maire de Blagny                                                                       |
| 1870    | 1879             | Antoine Philippe Dumont (1830-1890)         |           | Notaire, maire de Carignan                                                                                  |
| 1878    | 1898 (décès)     | Jean Visseaux-Lorin (1830-1898)             |           | Brasseur Adjoint au maire, puis maire de Carignan, suppléant du juge de paix                                |
| 1879    | 1892             | Ludovic Benoist                             |           | Maire de Carignan                                                                                           |
| 1892    | 1919             | Jules Turquais                              |           | Notaire à Carignan                                                                                          |
| 1898    | 1901             | Edouard Henry                               |           | Négociant en vins, adjoint au maire de Margut                                                               |
| 1901    | 1925             | Joseph Warin                                |           | Filateur, maire de Moiry Président du Conseil d'arrondissement                                              |
| 1919    | 1924             | Emile Nivoix                                | Rad       | Vétérinaire à Carignan                                                                                      |
| 1925    | 1931             | Léon Raimon                                 |           | Grainetier, maire de Carignan                                                                               |
| 1925    | 1931             | Georges Caffaret                            |           | Négociant à Carignan                                                                                        |
| 1931    | 1940             | Pol Guerbé (1874-1948)                      | URD       | Docteur en médecine, conseiller municipal de Carignan                                                       |
| 1931    | 1937             | Louis Vandermoère                           | URD       | Notaire, conseiller municipal de Carignan                                                                   |
| 1937    | 1940             | René Fraincart                              | PSF       | Agriculteur, conseiller municipal de Signy-Montlibert                                                       |
|         |                  |                                             |           | Les conseils d'arrondissement ont été suspendus par la loi du 12 octobre 1940 et n'ont jamais été réactivés |

### Représentation à partir de 2015
| Période élective | Période élective | Mandat | Mandat   | Identité     | Nuance | Nuance | Qualité |
| ---------------- | ---------------- | ------ | -------- | ------------ | ------ | ------ | --- |
| 2015             | 2021             | 2015   | 2021     | Sylvie Tordo |        | LR     | Adjointe au maire de Mouzon jusqu'en 2020                                                                                                  |
| 2015             | 2021             | 2015   | 2021     | Marc Wathy   |        | DVD    | Chef d'entreprise Maire de Mogues Vice-président du Conseil départemental et Président de la Commission Affaires financières et Ressources |
| 2021             | 2028             | 2021   | en cours | Sylvie Tordo |        | LR     | Conseillère sortante |
| 2021             | 2028             | 2021   | en cours | Marc Wathy   |        | LR     | Conseiller sortant, suppléant de la sénatrice Else Joseph                                                                                  |

#### Élections de mars 2015
À l'issue du premier tour des élections départementales de 2015, deux binômes sont en ballottage : Sylvie Tordo et Marc Wathy (Union de la Droite, 42,6 %) et Francis Beaupere et Marie-Annick Oury (FN, 35,52 %). Le taux de participation est de 45,51 % (5 282 votants sur 11 607 inscrits) contre 48,72 % au niveau départemental et 50,17 % au niveau national.
Au second tour, Sylvie Tordo et Marc Wathy (Union de la Droite) sont élus avec 61,1 % des suffrages exprimés et un taux de participation de 45,26 % (2 940 voix pour 5 251 votants et 11 602 inscrits).

#### Élections de juin 2021
Le premier tour des élections départementales de 2021 est marqué par un très faible taux de participation (33,26 % au niveau national). Dans le canton de Carignan, ce taux de participation est de 30 % (3 354 votants sur 11 180 inscrits) contre 31,87 % au niveau départemental. À l'issue de ce premier tour, deux binômes sont en ballottage : Sylvie Tordo et Marc Wathy (Union à droite, 51,52 %) et Christine Binaut et Laurent Richard (RN, 25,36 %).
Le second tour des élections est marqué une nouvelle fois par une abstention massive équivalente au premier tour. Les taux de participation sont de 34,3 % au niveau national, 32,73 % dans le département et 30,43 % dans le canton de Carignan. Sylvie Tordo et Marc Wathy (Union à droite) sont élus avec 68,99 % des suffrages exprimés (2 149 voix pour 3 404 votants et 11 186 inscrits),,.

## Composition

### Composition avant 2015

Situation du canton de Carignan dans l'arrondissement avant 2015.

Avant 2015, le canton de Carignan regroupait vingt-six communes.
| Nom                    | Code Insee | Codepostal | Superficie (km2) | Population (dernière pop. légale) | Densité (hab./km2) |
| ---------------------- | ---------- | ---------- | ---------------- | --------------------------------- | ------------------ |
| Auflance               | 08029      | 08370      | 6,16             | 82 (2012)                         | 13                 |
| Bièvres                | 08065      | 08370      | 7,30             | 59 (2012)                         | 8,1                |
| Blagny                 | 08067      | 08110      | 7,42             | 1 208 (2012)                      | 163                |
| Carignan               | 08090      | 08110      | 14,01            | 2 987 (2012)                      | 213                |
| Les Deux-Villes        | 08138      | 08110      | 8,14             | 271 (2012)                        | 33                 |
| La Ferté-sur-Chiers    | 08168      | 08370      | 6,41             | 177 (2012)                        | 28                 |
| Fromy                  | 08184      | 08370      | 3,71             | 81 (2012)                         | 22                 |
| Herbeuval              | 08223      | 08370      | 7,40             | 105 (2012)                        | 14                 |
| Linay                  | 08255      | 08110      | 7,28             | 252 (2012)                        | 35                 |
| Malandry               | 08269      | 08370      | 6,87             | 78 (2012)                         | 11                 |
| Margny                 | 08275      | 08370      | 6,68             | 172 (2012)                        | 26                 |
| Margut                 | 08276      | 08370      | 7,53             | 781 (2012)                        | 104                |
| Matton-et-Clémency     | 08281      | 08110      | 18,32            | 448 (2012)                        | 24                 |
| Messincourt            | 08289      | 08110      | 8,15             | 617 (2012)                        | 76                 |
| Mogues                 | 08291      | 08110      | 8,26             | 160 (2012)                        | 19                 |
| Moiry                  | 08293      | 08370      | 3,91             | 184 (2012)                        | 47                 |
| Osnes                  | 08336      | 08110      | 5,89             | 231 (2012)                        | 39                 |
| Puilly-et-Charbeaux    | 08347      | 08370      | 18,29            | 264 (2012)                        | 14                 |
| Pure                   | 08349      | 08110      | 6,50             | 636 (2012)                        | 98                 |
| Sachy                  | 08375      | 08110      | 5,90             | 184 (2012)                        | 31                 |
| Sailly                 | 08376      | 08110      | 12,80            | 268 (2012)                        | 21                 |
| Sapogne-sur-Marche     | 08399      | 08370      | 5,41             | 140 (2012)                        | 26                 |
| Signy-Montlibert       | 08421      | 08370      | 6,12             | 88 (2012)                         | 14                 |
| Tremblois-lès-Carignan | 08459      | 08110      | 4,28             | 115 (2012)                        | 27                 |
| Villy                  | 08485      | 08370      | 7,78             | 190 (2012)                        | 24                 |
| Williers               | 08501      | 08110      | 2,26             | 51 (2012)                         | 23                 |

### Composition depuis 2015
À la suite du redécoupage de 2014, le canton est agrandi à quarante communes. Depuis la fusion de Mairy et de Douzy en une commune nouvelle le 15 septembre 2015 et la fusion d'Amblimont et Mouzon en une commune nouvelle le 1er janvier 2016, le nombre de communes passe à trente-huit.
| Nom                              | Code Insee | Intercommunalité            | Superficie (km2) | Population (dernière pop. légale) | Densité (hab./km2) | Modifier                                    |
| -------------------------------- | ---------- | --------------------------- | ---------------- | --------------------------------- | ------------------ | ------------------------------------------- |
| Carignan (bureau centralisateur) | 08090      | CC des Portes du Luxembourg | 14,01            | 2 745 (2022)                      | 196                | modifier les données · modifier les données |
| Auflance                         | 08029      | CC des Portes du Luxembourg | 6,16             | 81 (2022)                         | 13                 | modifier les données · modifier les données |
| Autrecourt-et-Pourron            | 08034      | CC des Portes du Luxembourg | 12,04            | 338 (2022)                        | 28                 | modifier les données · modifier les données |
| Beaumont-en-Argonne              | 08055      | CC des Portes du Luxembourg | 31,05            | 422 (2022)                        | 14                 | modifier les données · modifier les données |
| Bièvres                          | 08065      | CC des Portes du Luxembourg | 7,30             | 46 (2022)                         | 6,3                | modifier les données · modifier les données |
| Blagny                           | 08067      | CC des Portes du Luxembourg | 7,42             | 1 093 (2022)                      | 147                | modifier les données · modifier les données |
| Brévilly                         | 08083      | CC des Portes du Luxembourg | 7,30             | 367 (2022)                        | 50                 | modifier les données · modifier les données |
| Les Deux-Villes                  | 08138      | CC des Portes du Luxembourg | 8,14             | 249 (2022)                        | 31                 | modifier les données · modifier les données |
| Douzy                            | 08145      | CC des Portes du Luxembourg | 20,20            | 2 149 (2022)                      | 106                | modifier les données · modifier les données |
| Escombres-et-le-Chesnois         | 08153      | CC des Portes du Luxembourg | 8,29             | 343 (2022)                        | 41                 | modifier les données · modifier les données |
| Euilly-et-Lombut                 | 08159      | CC des Portes du Luxembourg | 10,11            | 109 (2022)                        | 11                 | modifier les données · modifier les données |
| La Ferté-sur-Chiers              | 08168      | CC des Portes du Luxembourg | 6,41             | 176 (2022)                        | 27                 | modifier les données · modifier les données |
| Fromy                            | 08184      | CC des Portes du Luxembourg | 3,71             | 85 (2022)                         | 23                 | modifier les données · modifier les données |
| Herbeuval                        | 08223      | CC des Portes du Luxembourg | 7,40             | 124 (2022)                        | 17                 | modifier les données · modifier les données |
| Létanne                          | 08252      | CC des Portes du Luxembourg | 7,50             | 110 (2022)                        | 15                 | modifier les données · modifier les données |
| Linay                            | 08255      | CC des Portes du Luxembourg | 7,28             | 219 (2022)                        | 30                 | modifier les données · modifier les données |
| Malandry                         | 08269      | CC des Portes du Luxembourg | 6,87             | 79 (2022)                         | 11                 | modifier les données · modifier les données |
| Margny                           | 08275      | CC des Portes du Luxembourg | 6,68             | 210 (2022)                        | 31                 | modifier les données · modifier les données |
| Margut                           | 08276      | CC des Portes du Luxembourg | 7,53             | 711 (2022)                        | 94                 | modifier les données · modifier les données |
| Matton-et-Clémency               | 08281      | CC des Portes du Luxembourg | 18,32            | 439 (2022)                        | 24                 | modifier les données · modifier les données |
| Messincourt                      | 08289      | CC des Portes du Luxembourg | 8,15             | 588 (2022)                        | 72                 | modifier les données · modifier les données |
| Mogues                           | 08291      | CC des Portes du Luxembourg | 8,26             | 231 (2022)                        | 28                 | modifier les données · modifier les données |
| Moiry                            | 08293      | CC des Portes du Luxembourg | 3,91             | 136 (2022)                        | 35                 | modifier les données · modifier les données |
| Mouzon                           | 08311      | CC des Portes du Luxembourg | 41,83            | 2 236 (2022)                      | 53                 | modifier les données · modifier les données |
| Osnes                            | 08336      | CC des Portes du Luxembourg | 5,89             | 229 (2022)                        | 39                 | modifier les données · modifier les données |
| Puilly-et-Charbeaux              | 08347      | CC des Portes du Luxembourg | 18,29            | 218 (2022)                        | 12                 | modifier les données · modifier les données |
| Pure                             | 08349      | CC des Portes du Luxembourg | 6,50             | 563 (2022)                        | 87                 | modifier les données · modifier les données |
| Sachy                            | 08375      | CC des Portes du Luxembourg | 5,90             | 178 (2022)                        | 30                 | modifier les données · modifier les données |
| Sailly                           | 08376      | CC des Portes du Luxembourg | 12,80            | 249 (2022)                        | 19                 | modifier les données · modifier les données |
| Sapogne-sur-Marche               | 08399      | CC des Portes du Luxembourg | 5,41             | 149 (2022)                        | 28                 | modifier les données · modifier les données |
| Signy-Montlibert                 | 08421      | CC des Portes du Luxembourg | 6,12             | 93 (2022)                         | 15                 | modifier les données · modifier les données |
| Tétaigne                         | 08444      | CC des Portes du Luxembourg | 5,79             | 131 (2022)                        | 23                 | modifier les données · modifier les données |
| Tremblois-lès-Carignan           | 08459      | CC des Portes du Luxembourg | 4,28             | 135 (2022)                        | 32                 | modifier les données · modifier les données |
| Vaux-lès-Mouzon                  | 08466      | CC des Portes du Luxembourg | 7,64             | 72 (2022)                         | 9,4                | modifier les données · modifier les données |
| Villers-devant-Mouzon            | 08477      | CC des Portes du Luxembourg | 4,53             | 104 (2022)                        | 23                 | modifier les données · modifier les données |
| Villy                            | 08485      | CC des Portes du Luxembourg | 7,78             | 195 (2022)                        | 25                 | modifier les données · modifier les données |
| Williers                         | 08501      | CC des Portes du Luxembourg | 2,26             | 40 (2022)                         | 18                 | modifier les données · modifier les données |
| Yoncq                            | 08502      | CC des Portes du Luxembourg | 15,50            | 85 (2022)                         | 5,5                | modifier les données · modifier les données |
| Canton de Carignan               | 0803       |                             | 374,56           | 15 727 (2022)                     | 42                 | modifier les données                        |

## Démographie

### Démographie avant 2015
| 1962   | 1968   | 1975   | 1982   | 1990   | 1999  | 2006  | 2011  | 2012  |
| ------ | ------ | ------ | ------ | ------ | ----- | ----- | ----- | ----- |
| 12 224 | 12 236 | 11 934 | 10 982 | 10 141 | 9 821 | 9 862 | 9 877 | 9 829 |

### Démographie depuis 2015
En 2022, le canton comptait 15 727 habitants, en évolution de −4,4 % par rapport à 2016 (Ardennes : −2,97 %, France hors Mayotte : +2,11 %).
| 2013   | 2018   | 2022   |
| ------ | ------ | ------ |
| 16 529 | 16 212 | 15 727 |